# Xenippella benadiria
Xenippella benadiria är en insektsart som beskrevs av Baccetti 1984. Xenippella benadiria ingår i släktet Xenippella och familjen gräshoppor. Inga underarter finns listade i Catalogue of Life.